# Hamperley
Hamperley – osada w Anglii, w hrabstwie Shropshire. Leży 25 km na południe od miasta Shrewsbury i 217 km na północny zachód od Londynu.